# Алкмен (цар Спарти)
Алкмен (Алкамен) (дав.-гр. Ἀλκᾰμένης; д/н — бл. 700 до н.е.) — цар Спарти в близько 740 — 700 років до н. е. (за іншими хронологіями 786—749/748 або 764—741 роки до н. е.)

## Життєпис
Походив з династії Агіадів. Син царя Телекла. Згідно різним повідомленням панував 37 (Єронім Стридонський), 38 або 40 років. Павсаній вказує 46 років. Проте ці дати дещо узгаджуються: загалом Алкмен панував 40-46 років і 37 років після впровадження ефорату. Згідно Діодора Сицилійського на 10 рік уцарювання Алкмена відбула перші Олімпійські ігри (776 рік до н.е.)
Можливо розділив напрямки діяльності з співцарем Феопомпом. Останній протистояв Аркадії та Аргосу. Сам Алкмен продовжив політику батька з підкорення ахейських міст, що залишалися в Лаконіці. Спочатку було зруйновано ахейське місто Гелос у гирлі річки Еврот. Ймовірно воно було союзником Мессенії. Перед тим Алкмен завдав поразки аргоському війську, що прибуло на допомогу Гелосу.
За його панування почалася Перша Мессенська війна. В перший рік війни (близько 743 або 763 року до н. е.) здійсний нічну атаку на місто Амфею, але загинув на 4 рік війни. Йому спадкував син Полідор.